# Hudene landskommun
Hudene landskommun var en tidigare kommun i dåvarande Älvsborgs län.

## Administrativ historik
Kommunen bildades i Hudene socken i Gäsene härad i Västergötland när 1862 års kommunalförordningar trädde i kraft.
Vid kommunreformen 1952 uppgick kommunen i Gäsene landskommun som 1974 uppgick i Herrljunga kommun.

## Politik

### Mandatfördelning i Hudene landskommun 1942-1946
| 8 | 4 | 5 | 3 |

| 20 |

| 8 | 6 | 6 |

| 20 |